# Lars-Erik Wolfbrandt
Lars-Erik Ragnar Wolfbrandt, född 8 december 1928 i Forshems församling, Skaraborgs län, död 23 mars 1991 i Längbro församling, Örebro
, svensk sprinter/medeldistansare (400 meter, 800 meter). 
Han tävlade Örebro SK. Wolfbrandt utsågs 1949 till Stor grabb nummer 145 i friidrott. Lars-Erik Wolfbrandt tog bronsmedalj vid OS i London 1948 på stafett 4x400 meter. Vid EM 1950 vann han brons både på 400 meter individuellt och i stafett 4x400 meter. Han hade det svenska rekordet på 400 meter åren 1953 till 1958. 

## Karriär
1948 vann Wolfbrandt SM på 200 meter med tiden 22,5. Han var även med i OS i London där han deltog i det svenska stafettlaget som tog brons på 4x400 meter (de andra var Kurt Lundquist, Folke Alnevik och Rune Larsson)
Vid SM 1949 vann han ytterligare ett guld på 200 meter (tid 22,4). Han tog även hem 400 meter detta år (på 48,4).
1950 vann han åter 400 meter på SM, denna gång på 48,2. Vid EM i friidrott i Bryssel detta år tog han bronsmedalj på 400 meter. Han vann (ihop med Gösta Brännström, Tage Ekfeldt och Rune Larsson) även en bronsmedalj i stafett 4x400 meter.
Vid OS i Helsingfors 1952 blev Wolfbrandt utslagen på 400 meter men kom åtta på 800 meter.
Den 5 maj 1953 i Örebro slog Wolfbrandt Sven Ljunggrens svenska rekord på 400 meter från 1943 (47,5) med en tiondel. Han fick vara ensam om rekordet i en vecka innan Gösta Brännström tangerade det. Senare (1958) tangerades det även av Alf Petersson som därefter även förbättrade det.
Vid SM 1954 vann han en tredje gång guld på 400 meter, med 48,3. Han deltog detta år också i stafettlaget på 4x400 meter vid EM i friidrott i Bern. Laget tog en fjärdeplats.